# Akterskytt

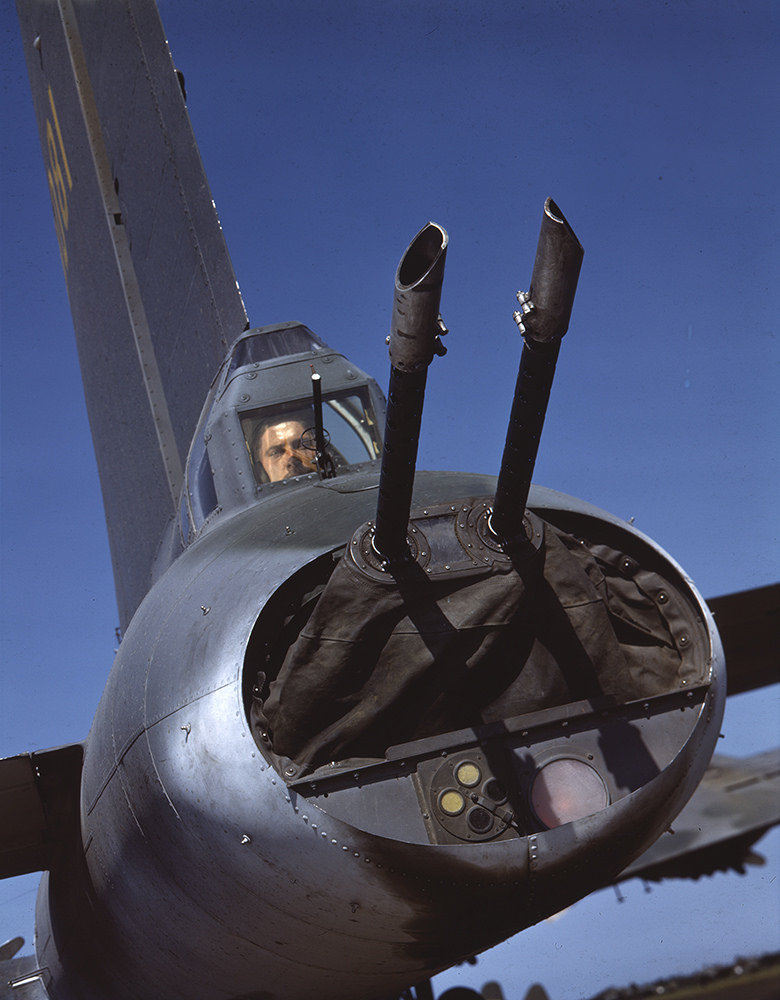
Akterskytt i Boeing B-17 Flying Fortress år 1943.

En akterskytt är en besättningsman som ombord på ett militärflyg, vanligtvis ett tungt bombflygplan, bemannar eldvapen, oftast en eller flera kulsprutor eller automatkanoner, placerade i flygplanets bakre ände i syfte att avvärja angrepp bakifrån.
Några exempel på flygplansmodeller med akterskytt: Avro Lancaster, Handley Page Halifax, Vickers Wellington, Dornier Do 24, Mitsubishi G4M, Boeing B-17 Flying Fortress, Martin B-26 Marauder, Boeing B-52 Stratofortress, Ilyushin Il-28, Ilyushin Il-76, Tupolev Tu-95.